# Saignelégier
Saignelégier je obec ve švýcarském kantonu Jura. Je sídlem okresu Franches-Montagnes. Žije zde přibližně 2 600 obyvatel.
Od 1. ledna 2009 jsou součástí Saignelégier také dvě doposud samostatné obce Les Pommerats a Goumois.

## Geografie

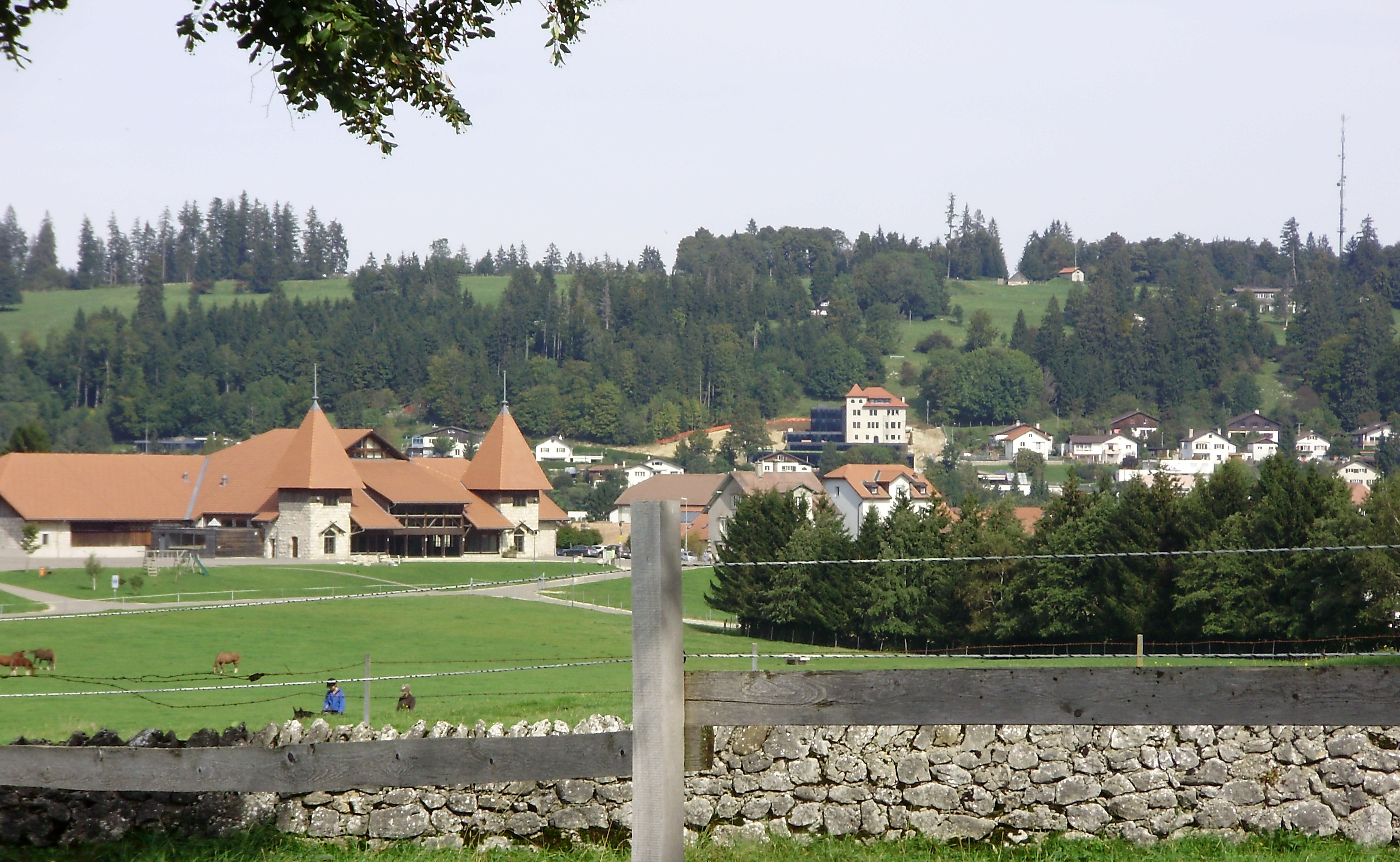
Panorama obce

Saignelégier leží v nadmořské výšce 978 m, vzdušnou čarou 22 km severovýchodně od La Chaux-de-Fonds. Obec s mírně městským charakterem se rozkládá v širokém sedle náhorní plošiny Jura v severní části Franches Montagnes, na okraji hluboce zaříznutého údolí řeky Doubs.
Katastr obce zahrnuje část mírně zvlněné jurské náhorní plošiny, na níž se střídají bažinaté sníženiny, většinou bez povrchového odvodnění, s vápencovými vrcholky kopců. Na západě se území obce rozprostírá u vesnice Derrière le Cras až k okraji před strmým srázem do údolí Doubs. Severní hranici tvoří pohoří Haut Bémont (1075 m n. m.). Na jihovýchodě se území rozprostírá nad rozsáhlými jurskými pastvinami Franches-Montagnes s velkými smrky stojícími jednotlivě nebo ve skupinách, jakož i nad zasahujícími zalesněnými oblastmi až po sníženinu rašeliniště La Tourbière. Nejvyšší bod obce se nachází v nadmořské výšce 1088 m n. m. v Chaumont. V depresích se nacházejí dvě rašelinná jezera Étang de la Gruère a Étang des Royes. V roce 1997 zaujímala 9 % rozlohy obce zastavěná plocha, 32 % lesy a háje, 56 % zemědělské plochy a méně než 3 % tvořila neproduktivní půda.
K obci Saignelégier patří vesnice Les Cerlatez (1003 m n. m.), La Theurre (1012 m n. m.) a Le Chaumont (1044 m n. m.), které leží na náhorní plošině Franches-Montagnes, a četné jednotlivé farmy roztroušené po pastvinách Jury. Sousedními obcemi Saignelégier jsou Soubey, Les Enfers, Le Bémont, Les Breuleux, Muriaux a Le Noirmont v kantonu Jura, Tramelan v kantonu Bern a francouzské obce Charmauvillers, Goumois, Fessevillers a Indevillers.

## Historie

Letecký pohled (1955)

První zmínka o obci pochází z roku 1382 pod názvem Sonnelegilier. Díky své poloze na důležité křižovatce cest v oblasti Franches-Montagnes se Saignelégier brzy stal významným obchodním centrem. Obec patřila k panství Freiberge, které bylo pod kontrolou basilejského knížecího biskupství. V 17. století se stala sídlem fojtů tohoto panství, které bylo předtím spravováno z hradu Spiegelberg u Muriaux. V letech 1793–1815 patřil Saignelégier k Francii a zpočátku byl součástí départementu du Mont-Terrible, od roku 1800 byl připojen k départementu Haut-Rhin. V důsledku rozhodnutí Vídeňského kongresu se městečko v roce 1815 stalo součástí kantonu Bern a stalo se hlavním městem okresu Franches-Montagnes. Dne 1. ledna 1979 se Saignelégier stal součástí nově založeného kantonu Jura. Poté, co voliči v červnu 2007 schválili návrh na sloučení obcí, se Saignelégier, Les Pommerats a Goumois s účinností od 1. ledna 2009 spojily v jednu obec Saignelégier.

## Obyvatelstvo
| Vývoj počtu obyvatel | Vývoj počtu obyvatel | Vývoj počtu obyvatel | Vývoj počtu obyvatel | Vývoj počtu obyvatel | Vývoj počtu obyvatel | Vývoj počtu obyvatel | Vývoj počtu obyvatel | Vývoj počtu obyvatel |
| -------------------- | -------------------- | -------------------- | -------------------- | -------------------- | -------------------- | -------------------- | -------------------- | -------------------- |
| Rok                  | 1850                 | 1900                 | 1930                 | 1960                 | 1980                 | 1990                 | 2000                 |                      |
| Počet obyvatel       | 754                  | 1410                 | 1374                 | 1636                 | 1824                 | 1911                 | 2145                 |                      |

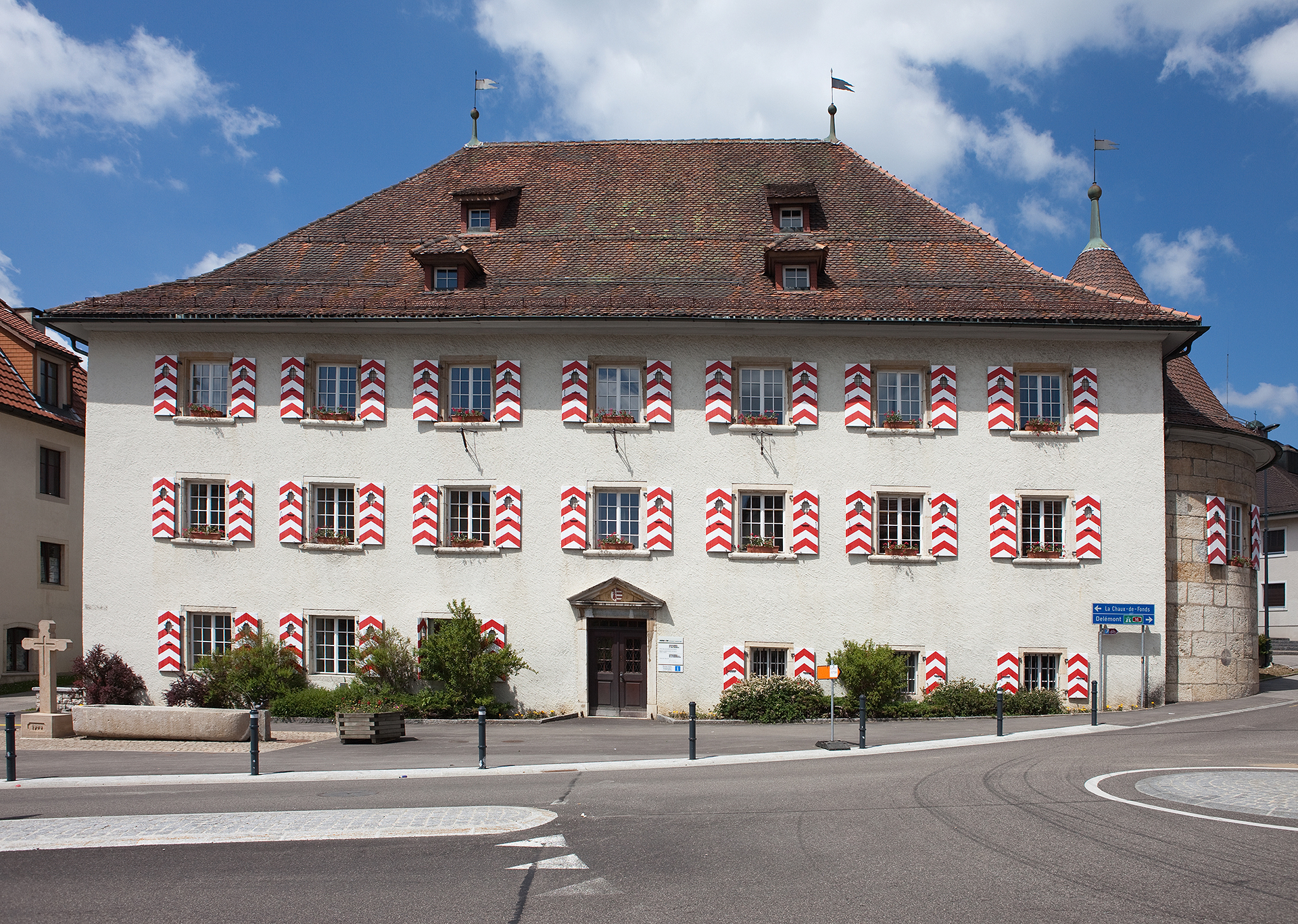
Obecní úřad

K 31. prosinci 2022 v obci žilo 2575 obyvatel. Je tak zároveň největší obcí v okrese Franches-Montagnes. Z celkového počtu obyvatel je 91,4 % francouzsky mluvících, 3,2 % německy mluvících a 0,9 % italsky mluvících (k roku 2000). Počet obyvatel Saignelégier výrazně vzrostl ve druhé polovině 19. století. Jako jedna z mála obcí v okrese zaznamenává obec od roku 1950 nepřetržitý růst.

## Hospodářství
Těžiště pracovního života v Saignelégier se v průběhu 19. století přesunulo ze zemědělství do průmyslu. Hodinářský průmysl však postupně nabýval na významu až na počátku 20. století. Dnes se na okraji obce nacházejí dvě průmyslové a obchodní zóny, jejichž součástí jsou některé hodinářské podniky a zejména podniky na výrobu hodinkových pouzder (např. Aerowatch). Nejvýznamnějším zaměstnavatelem je hodinářská firma Maurice Lacroix. Četná pracovní místa nabízejí také mechanické dílny. V sýrárně se vyrábí významný sýr Tête de Moine. Známá je také restaurace Brasserie des Franches Montagnes (BFM) s inovativními druhy piva. Mnoho lidí pracuje ve službách, zejména v administrativě. V Saignelégier sídlí okresní soud, okresní nemocnice a kantonální úřad sociálního zabezpečení.
Okolní vesnice však zůstávají převážně zemědělské a orientují se na chov dobytka a produkci mléka.

## Doprava

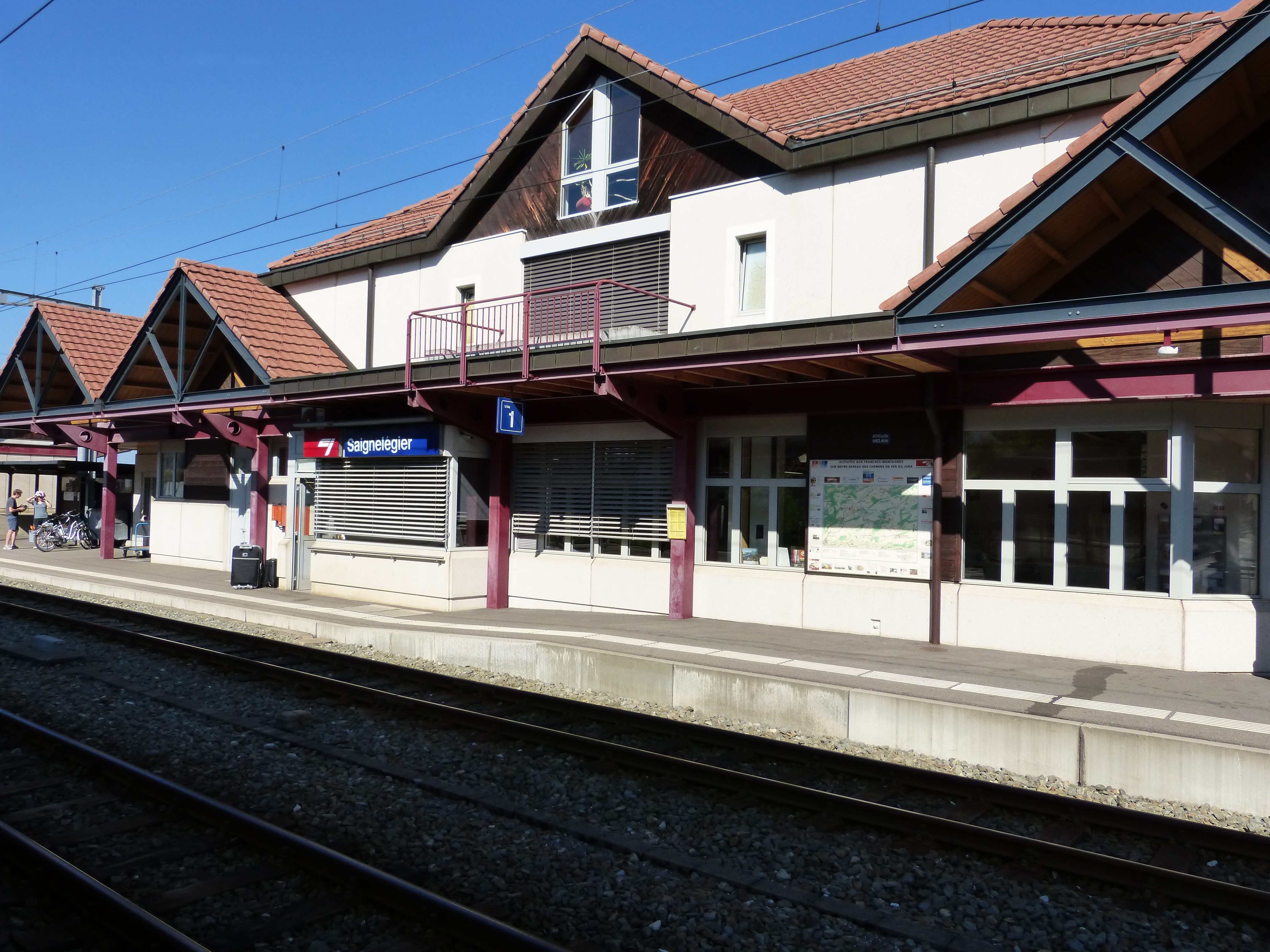
Železniční stanice Saignelégier

Obec má dobré dopravní spojení. Leží na křižovatce hlavních silnic z Delémontu do La Chaux-de-Fonds a z Tavannes na hraniční přechod Goumois. Dne 7. prosince 1892 byla otevřena železniční trať Saignelégier – La Chaux-de-Fonds, předchůdce železnice Chemins de fer du Jura (CJ). Dne 21. května 1904 bylo slavnostně otevřeno pokračování trati Saignelégier–Glovelier. Doplňkové spoje veřejné dopravy zajišťují linky Postauto ze Saignelégier do Glovelier a z Tramelanu přes Saignelégier do Goumois.